# BKK Voralb Heller Index Leuze
Die BKK Voralb Heller Index Leuze (Eigenschreibweise BKK Voralb HELLER*INDEX*LEUZE) ist eine Krankenkasse der gesetzlichen Krankenversicherung aus der Gruppe der geschlossenen Betriebskrankenkassen.
Ihren Ursprung hat die Kasse im Unternehmen Gebr. Heller Maschinenfabrik GmbH, Hydraulik Ring GmbH, Hilite Germany GmbH, Index-Werke GmbH & Co. KG Hahn & Tessky, Leuze electronic GmbH & Co., C.A. LEUZE OHG, TRAUB Drehmaschinen GmbH.